# ماری فوربس
ماری فوربس (انگلیسی: Mary Forbes؛ ۳۰ دسامبر ۱۸۸۳ – ۲۲ ژوئیهٔ ۱۹۷۴) یک هنرپیشه اهل بریتانیا بود. وی بین سال‌های ۱۹۱۹ تا ۱۹۵۸ میلادی فعالیت می‌کرد.
از فیلم‌ها یا برنامه‌های تلویزیونی که وی در آن نقش داشته است می‌توان به ماجرای پرشور هالیوود، آبراهام لینکلن، بی‌نوایان، حقیقت تلخ، آنا کارنینا، نینوتچکا، نمی‌توانی این را با خودت ببری، زندگی ربوده‌شده، تصویر دوریان گری، زندگی پنهان والتر میتی، ماجراهای شرلوک هولمز، کاپیتان بلاد، وداع با اسلحه، تعطیلات، خانه قایقی، تبعید، وحشت نیمه‌شب و نانس اشاره کرد.